# Ilha Vancouver

Bandeira da Ilha Vancouver (não-oficial, usada localmente).

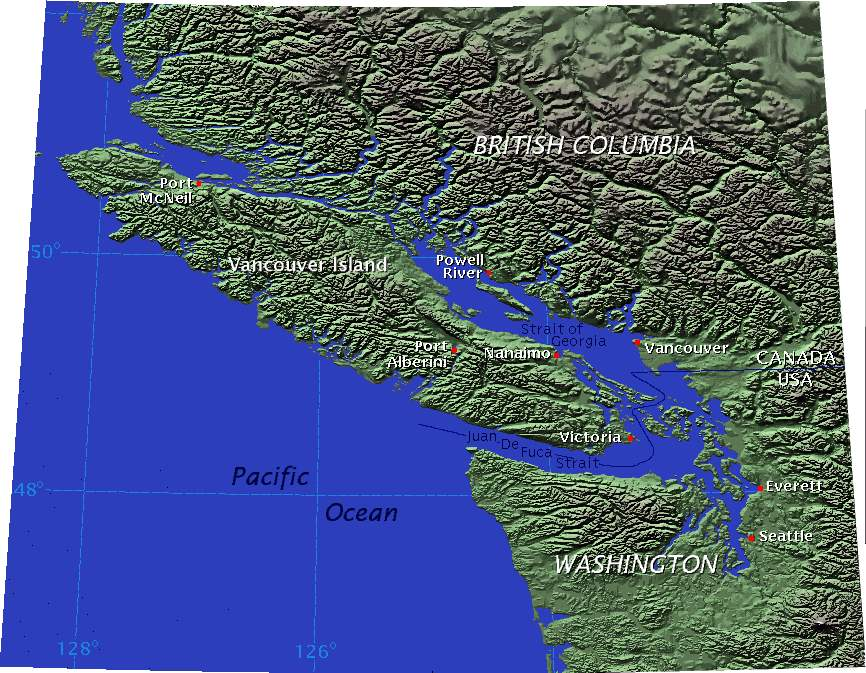
Imagem da Ilha Vancouver.

A Ilha Vancouver ou Ilha de Vancouver é uma grande ilha, parte da Colúmbia Britânica, no oeste do Canadá, localizada no Oceano Pacífico. Com os seus 31 285 km², é a maior ilha localizada a oeste do continente americano e a 43.ª maior do mundo. Em conjunto com algumas pequenas ilhas, é a única parte da Colúmbia Britânica a sul do paralelo 49 N.
A capital da Colúmbia Britânica, Vitória, localiza-se na ilha Vancouver, enquanto a cidade homónima, Vancouver, não, pois fica na parte continental. Curiosamente, também se confunde a principal cidade da ilha, que é Vitória, com a ilha Victoria (uma ilha bem maior situada no Oceano Ártico).

## História
Povoada por tribos índias há 8000 anos, no final do século XVIII a sua soberania foi disputada por várias potências europeias (Espanha, Rússia e Reino Unido da Grã-Bretanha).
Temendo a ocupação pelos russos dos seus territórios a norte da Califórnia, a Espanha enviou um navio em 1774, o Santiago para norte para explorar a presença russa, às ordens de Juan Jose Pérez Hernández e no ano seguinte outra dirigida por Juan Francisco de la Bodega y Quadra. Nenhuma das duas expedições desembarcou na ilha.
Durante a sua terceira viagem, o capitão James Cook enviou uma expedição à baía de Nootka em 31 de Março de 1778 e tomou a possessão em nome do Reino Unido. O comércio de peles animou a Companhia Britânica das Índias Orientais a instalar um posto na aldeia índia de Yuquot na Ilha de Nutka.
A ilha foi explorada em 1789 pelo capitão espanhol Esteban José Martínez, que construiu o Forte de São Miguel próximo de Yuquot. Este será o único povoado espanhol no território do atual Canadá. O capitão espanhol José María Narvaez foi o primeiro a explorar o Estreito de Georgia em 1791, que divide a parte continental do Canadá (onde se encontra a cidade de Vancouver) e a ilha Vancouver. Pouco depois da criação do Forte de São Miguel os espanhóis começaram a capturar os barcos britânicos, o que aproximou as duas nações da guerra. A disputa resolveu-se de forma pacífica a favor do Reino Unido na Convenção de Nutka. O capitão inglês George Vancouver coordenou a negociação da cedência da ilha de Espanha ao Reino Unido junto com o capitão espanhol Juan Francisco de la Bodega y Quadra e, embora a ilha a princípio levasse o nome de ambos acabou sendo conhecida unicamente com o nome do capitão inglês.
A primeira colónia britânica foi a da Companhia da Baía de Hudson, o forte Camosun, fundado em 1843. Este converteu-se num centro importante e depois na cidade de Vitória em 1862.
Em Esquimalt estabeleceu-se uma base da marinha de guerra britânica em 1865 que posteriormente passou para o Canadá. Na atualidade é a maior base militar do Canadá depois da de Halifax, na Nova Escócia.
A economia da ilha assenta principalmente na silvicultura, sobretudo no norte. Também o turismo e a pesca têm papel importante.